# Francisco Javier Escalante Plancarte
Francisco Javier Escalante Plancarte (Morelia, Michoacán; 1887 — México, D. F.; 3 de marzo de 1972). Fue un filósofo, ingeniero y astrónomo mexicano quien en 1963 observó el cráter marciano que ahora lleva su nombre.
Desde joven se interesó por la astronomía y la observación planetaria, adquiriendo los conocimientos básicos desde la juventud. Ya para 1905 ingresó a la Sociedad Astronómica de México, comenzando su carrera en 1907 al ingresar en la Universidad Colegio Romano (Roma) y en 1916 ingresó al Observatorio Astronómico Nacional de Tacubaya.
Como una de sus obras más destacadas, Escalante Plancarte descubrió que en las coordenadas de 115.3 Este y casi en el ecuador a 2º norte de Marte, se localiza el cráter de   diámetro, que una vez reportado a la Unión Astronómica Internacional mereció se le nombrara con su apellido.[cita requerida]
En el año de 1963 publicó su libro El Planeta Marte en el cual expuso junto con los coautores lo observado en la superficie de Marte, los contrastes, los cambios en la atmósfera y en su orografía.
Ya en 2009 el Calendario Astronómico 2009 incluyó al cráter Escalante en honor a Francisco Javier.